# Cassiopea picta
Cassiopea picta är en manetart som beskrevs av Ernst Vanhöffen 1888. Cassiopea picta ingår i släktet Cassiopea och familjen Cassiopeidae. Inga underarter finns listade i Catalogue of Life.